# كوبا دي أورو أرجنتينا
كوبا دي أورو أرجنتينا هي مسابقة كرة قدم إسبانية، أُقيمت مرة واحدة في 23 ديسمبر 1945، ولُعبت بين نادي برشلونة (الفائز بلقب الدوري الإسباني 1944–45) وأتلتيك بيلباو (الفائز كأس ملك إسبانيا 1944–45)، وفاز بها نادي برشلونة بخُماسية مُقابل رُباعية لأتلتيك بيلباو على أرضية ملعب كامب دي ليس كورتس.
نَظَّم الاتحاد الكتالوني لكرة القدم المُسابقة بمبادرةٍ من القنصلية الأرجنتينية في برشلونة، وقُدمت الكأس من قبل الجالية الأرجنتينية في المدينة.
كانت هذه ثاني كأس سوبر في كرة القدم الإسبانية، بعد كوبا دي لوس كامبيونيس دي إسبانيا لمرة واحدة في عام 1940. أُقيمت أول بطولة رسمية في عام 1947، وهي كأس إيفا دوارتي التي استمرت حتى عام 1953. بدأت بطولة كأس السوبر الإسباني في عام 1982 وهي مُستمرة حتى الآن.